# El Mirador, Ixhuatlán de Madero
El Mirador är en ort i Mexiko.   Den ligger i kommunen Ixhuatlán de Madero och delstaten Veracruz, i den sydöstra delen av landet, 180 km nordost om huvudstaden Mexico City. El Mirador ligger 185 meter över havet och antalet invånare är 282.
Terrängen runt El Mirador är huvudsakligen kuperad, men åt nordost är den platt. Runt El Mirador är det ganska tätbefolkat, med 100 invånare per kvadratkilometer. Närmaste större samhälle är Tlachichilco, 17,7 km sydväst om El Mirador. I omgivningarna runt El Mirador växer huvudsakligen savannskog.